# 三嶺 (小惑星)
三嶺(3262 Miune)は、1983年11月28日に関勉が高知県芸西村で発見した小惑星である。高知県と徳島県にまたがる山、三嶺にちなんで命名された。